# Московсько-українська війна (1658—1659)
Московсько-украї́нська війна (Московсько-козацька війна) — збройний конфлікт, що тривав з 21 вересня 1658 року по 17 жовтня 1659 року, між Гетьманщиною, на чолі з гетьманом Іваном Виговським, та Московським царством. Почався з втручання Московського царства в міжусобну боротьбу в Україні — підтримки опозиційних сил. Воєнні дії велися на Лівобережжі.
В ході війни Виговський покинув московський протекторат, перейшовши за Гадяцькою угодою як третій рівноправний член («Велике Князівство Руське») двосторонньої унії Польщі і Литви до складу Речі Посполитої. В битві при Конотопі 1659 року українські козаки та їхні союзники кримські татари розгромили цвіт московської армії, але скористатися з цієї перемоги не змогли. Непопулярний союз Виговського з поляками позбавив його підтримки більшої частини козацтва, насамперед Запорозької Січі та лівобережних полків.
Як наслідок, він поступився новому гетьману Юрієві Хмельницькому, який розірвав Гадяцьку угоду й уклав мир з Москвою. Війна закінчилася укладанням Переяславських статей, що встановлювали над козацькою Україною московський протекторат.

## Передумови

### Політика Московського царства
Ще за життя гетьмана Богдана Хмельницького Москва почала порушувати умови Березневих статей (див. Віленське перемир'я). Московський цар та уряд розглядав угоду 1654 р., як приєднання України та встановлення контролю над її територією. Зі свого боку Богдан Хмельницький та більшість козацької старшини розглядали цю угоду, як військово-політичний союз рівних. Українське керівництво й особисто гетьман послідовно виступали проти обмеження міжнародних відносин гетьманського уряду та збирання податків у царську скарбницю.
Московський уряд був не вдоволений, що йому заважали встановити реальний контроль над територією Гетьманщини. Смерть Богдана Хмельницького (27 липня 1657 року) в Москві сприйняли як сигнал до початку рішучих дій для закріплення своїх позицій в Україні та перетворення українських земель на частину Московської держави.
11 серпня 1657 року московський цар відправляє в Україну свого посла Василя Кікіна, який повідомив, що в Україну готується прибути царський боярин князь Олексій Трубецький для організації виборів нового гетьмана. Також козакам сповістили, що царські воєводи візьмуть на себе адміністративні, арбітражні та судові функції і розпочнуть підготовчу роботу щодо введення московського врядування в Україні.
Одночасно йшов наступ на незалежність Української православної церкви. Серед українського духівництва велась агітація за підпорядкування Київської митрополії владі московського патріарха та вимагали недопущення виборів нового Київського митрополита без участі представників Москви. Хоча в договорі 1654 р. не було пунктів про підпорядкування УПЦ Москві, а Київський митрополит Сильвестр Косів та більшість православного духівництва відмовилися присягати на вірність московському цареві.
Попри це, козацька старшина та рядові козаки провели вибори гетьмана на Раді, за давніми козацькими звичаями, а не організованій московським урядом і без участі в ній спеціального царського посланця Трубецького. 26 серпня гетьманом Війська Запорозького було обрано Івана Виговського. Після цього гетьману Виговському та старшині було «наказано» приготувати припаси для військ князя Григорія Ромодановського, якого Москва, всупереч волі Чигирина, направляла в Україну. Подібних прав договір 1654 р. Москві також не давав. Усі претензії царського уряду на перегляд відносин були відкинуті на загальновійськовій козацькій раді у Корсуні.
24 жовтня 1656 року московський цар (не попередивши про це Україну, як те передбачала Переяславська угода), уклав у Вільно перемир'я з Річчю Посполитою, по якому Україна переходила у протекторат Речі Посполитої. Одночасно проводиться «намовляння» козацької старшини проти гетьмана Виговського, засилаються московські посли з щедрими дарами та обіцянками до Запорозької Січі та полковників.

### Повстання Пушкаря і Барабаша
Наприкінці грудня 1657 р. полтавський полковник Мартин Пушкар зі своїм полком, за підтримки Москви, виступає проти гетьмана. У цей час бєлгородський воєвода князь Семен Львов і колонтаївський Давид Протасов утримували у в'язницях схоплених вірних гетьману козаків та старшину.
У лютому 1658 р. царський посол Богдан Хитрово, підтримуючи антигетьманських повстанців (лідерам яких були роздані царські дарунки), почав вимагати у гетьмана Виговського згоди на введення московських гарнізонів у Чернігів, Ніжин, Переяслав та інші міста й утримання їх коштом місцевого населення.
3 та 4 квітня 1658 р. виходять царські укази про призначення воєвод у Білу Церкву, Корсунь, Ніжин, Полтаву, Чернігів та Миргород, а 6 квітня — указ про призначення боярина Василя Шереметьєва головою нової московської адміністрації в Україні. В інструкції йому доручено забезпечити передачу адміністративного апарату в містах у руки міщанства, котре прихильно ставилося до самодержавної царської влади. Підтримка міської влади проти козацької адміністрації була ще одним із засобів розхитування основ влади козацької держави.
У битві під Полтавою війська гетьмана Виговського завдали поразки бунтівникам, а Мартин Пушкар — загинув. Зрозумівши, що розв'язати міжусобну війну в Україні лише послами та намовляннями не вдасться, Москва вводить до Гетьманщини війська. В середині червня 1658 р. в Україну під приводом «приборкання» свавільників прибули війська князя Василя Шереметьєва (у Київ) та князя Григорія Ромодановського із 15 тисячами (28 червня був у Веприку).

### Напередодні конфлікту
Повстання Пушкаря і Барабаша, що спалахнуло у 1657—1658 рр. було мовчазно підтримано московською владою та московськими воєводами, які перебували в Україні. Після того як цар відмовив Виговському щодо допомоги проти повстанців, гетьман почав шукати інші варіанти. Кримське Ханство з 1654 року перебувало у союзі з Річчю Посполитою. Тому було вирішено повернутися до перемовин з Річчю Посполитою.
Наслідком перемовин стало укладання Гадяцького договору. В основу нового союзу України та Речі Посполитої було покладено реалізований на Люблінському сеймі 1658 р. принцип федеративного устрою Речі Посполитої. За умовами Україна як незалежна держава, під назвою Велике Князівство Руське входила на рівних правах з Польщею і Литвою до складу федерації. Договір дуже негативно зустріли у Москві, що прискорило початок військових подій.
У серпні 1658 року, знову ігноруючи Переяславський договір, під захистом московських військ, князь Ромодановський проголошує наказним гетьманом Івана Безпалого.
Московські війська та їхні союзники поводилися на Лівобережжі, як в окупованій країні. У стані князя Ромодановського перебував й ще один лідер розгромленої антигетьманської опозиції Яків Барабаш зі своїми людьми, які при потуранні воєвод стали розоряти лівобережні міста, грабувати й убивати; по містах Лівобережжя без узгодження з українським урядом розсилалися московські залоги.
У Прилуках незаконно змістили прилуцького полковника Петра Дорошенка й стратили кількох відданих гетьманському урядові сотників.

## Початок
У відповідь на військові дії московських воєвод гетьманський уряд вирішив відповісти військовою акцією на московській території. У серпні — вересні 1658 року гетьманські війська вирушили на українсько-московське прикордоння. Паралельно з гетьманом воєнні дії проти московитів у Білорусі розпочав полковник Іван Нечай.
Офіційно російсько-українську війну було оголошено сторонами одна одній у вересні 1658 року. Тоді український уряд уклав Гадяцький договір із Річчю Посполитою, який фіксував відмову Гетьманської держави від підданства царю та видав Маніфест до «володарів Європи» із поясненням причини війни з Московським царством. У Гадяцькій угоді було проголошено створення Великого князівства Руського. Польща, Литва, Русь-Україна становили три частини Речі Посполитої (Річ Посполита Трьох Народів). Найвища влада в Україні належала гетьману та Великій раді. Україна повинна була мати свій суд, де всі справи велися українською мовою, свій стан, куди йшли всі податі, своїх воєвод, козацьке військо.
Зі свого боку, Московський цар видав грамоту від 21 вересня 1658 року, із закликом усунути неугодного Москві главу української держави й оголошенням про початок воєнних дій проти гетьманських військ.
Загалом в Україну вступило велике царське військо — за різними джерелами, від 70 до 100 тисяч.

## Етапи

### Перший етап
Перший етап війни проходив від кінця вересня до середини грудня 1658 р. Військам полковника Нечая вдалося завдати поразки московитам у бою під Мглином, після чого вибити московські гарнізони з низки міст Білорусі. Близько 20 жовтня в Україну втретє вступило 15-тисячне московське військо на чолі з князем Ромодановським із завданням установити військовий контроль Московії над південними і центральними районами Лівобережжя.
Гетьман Виговський розділяє своє військо на дві частини. Полковники Григорій Гуляницький, Петро Дорошенко та Оникій Силич починають військові дії проти армії Ромодановського в районі Пирятина, а гетьман вирушає на Київ із метою вибити звідти московський гарнізон. Проте поразка гетьманських військ 30 жовтня під Києвом та облога Ромодановським козацьких військ на чолі з Гуляницьким у Варві з одного боку, та брак ресурсів, а також підтримки серед місцевого населення, змусила сторони укласти перемир'я.
У листопаді московським військам вдається захопити місто Чорнухи, що розташовувалося на шляху з Пирятина до Лохвиці.
За умовами перемир'я князь Ромодановський зняв облогу Варви та відступив до Лохвиці. Взимку 1658 р. обидві сторони активно готувались до продовження війни.

### Другий етап
Другий етап війни тривав із середини грудня 1658 р. до другої половини березня 1659 р. У грудні 1658 р., перегрупувавши свої війська, гетьманський уряд перехопив ініціативу: головні московські окупаційні війська опинилися заблокованими у Лохвиці. Отримавши підкріплення з Речі Посполитої та Кримського ханства, Виговський вирушив на Лівобережжя з метою відновити частково втрачений контроль над тими частинами Полтавського, Миргородського і Лубенського полків, в яких уже порядкували московські гарнізони.
Уся зима і перша половина березня 1659 р. пройшли у постійних сутичках гетьманських і московських військ у прикордонних районах та періодичних — під Києвом. Під час походу гетьманському уряду вдалось відновити контроль над більшістю територій зазначених полків. Але остаточної перемоги Виговський домогтися не зміг, оскільки під московським контролем залишалось близько 10 українських міст.

### Третій етап
Третій етап війни (кінець березня — початок серпня 1659 р.) почався з походу в Україну московської армії на чолі з князем Трубецьким наприкінці березня.
18 квітня 1659 року — московське військо підходить до Конотопа — стратегічно важливого міста на українському прикордонні в районі Путивля. У Конотопі тоді перебувала найбоєздатніша на Лівобережжі частина гетьманських військ — три козацькі полки (Ніжинський, Чернігівський та Кальницький) на чолі з сіверським наказним гетьманом Григорієм Гуляницьким.
21 квітня місто опиняється в повній облозі. Оточені у Конотопі козаки відмовились як здати московитам місто, так і принести провину царю і повернутись у його підданство.
Чисельність московського війська під Конотопом становила близько 70 тисяч осіб.
Одночасно, щоб розширити підконтрольну московитам територію, Трубецькой, у травні 1659 року, регулярно відправляє рейдові загони проти гетьманських військ: двічі під Борзну (московські війська «місто Борзну штурмом узяли й висікли, і випалили»), в район міст Хорол, Говтва та під Ніжин. Також 13 квітня загін московського князя Семена Пожарського провів каральну операцію у Срібному, спаливши місто та вбивши або захопивши у полон його мешканців.

## Перемога у війні
У червні 1659 р. запеклі бої між гетьманськими та московськими військами відбулися в районі Глухова. Там путивльський та севський воєводи Григорій Долгорукий та Михайло Дмитрієв понад два тижні тримали місто в облозі, але облога була успішно знята. А поблизу Говтви, московські загони були розбиті козацько-татарським військом.
У Конотопі ж головні сили московські війська у ході вирішальної Конотопської битви отримали нищівну поразку.
24 червня (ст. стиль) на Крупичполі (в 10 верстах на північ від Ічні) об'єднуються гетьманські та татарські війська. З гетьманом тоді було 16 тисяч козаків при 10 полковниках і 3 тисячі поляків, сербів та волохів з А. Потоцьким, С. Яблоновським та Ю. Немиричем. З ханом Мухаммед-Гіреєм — 30—40 тисяч татар.
28 червня московські й козацько-татарські війська зійшлись на Соснівській переправі. Через поразку московських військ, князь Трубецький наказав відступити від Конотопа, облога міста була знята, зняті обози.
29 червня — Гетьман Виговський з основними силами підійшов до Конотопа і взяв в облогу табір московитів. Бажаючи врятувати війська, які в нього залишились, та вирватися з оточення, князь Трубецькой 2 липня почав відступ у бік Путивля.
4 липня московські війська залишили територію Гетьманської держави.

## Результати
Звістка про розгром московського війська під Конотопом та можливість подальшого наступу й загроза нападу татар на московські міста, відповідно до записів у журналі шведського дипломата Мюллера, викликала у Москві паніку. Російський історик Сергій Соловйов писав: 
| | \| «Цвіт московської кінноти, що відбув щасливі походи 1654 і 1655 років, загинув за один день, і вже ніколи після того цар московський не був у змозі вивести в поле такого блискучого війська. У жалібній одежі вийшов цар Олексій Михайлович до народу й жах охопив Москву…». \| Оригінальний текст (рос.) «Цвѣтъ московской конницы, совершившей счастливые походы 54 и 55 года, сгибъ въ одинъ день... Никогда послѣ того царь Московскій не былъ уже въ состояніи вывести въ поле такого сильнаго ополченія. Въ печальномъ платьи вышелъ Алексѣй Михайловичъ къ народу, и ужасъ напалъ на Москву». |
| «Цвіт московської кінноти, що відбув щасливі походи 1654 і 1655 років, загинув за один день, і вже ніколи після того цар московський не був у змозі вивести в поле такого блискучого війська. У жалібній одежі вийшов цар Олексій Михайлович до народу й жах охопив Москву…». | |

У результаті нападів татар на південні повіти Московської держави наприкінці липня — на початку серпня, було захоплено 5 тис. дворів та забрано до полону понад 25 тис. чоловік
Московські війська були розбиті й відкинуті з української території, — гетьманський уряд запропонував царю «замирення» та обмін полоненими. Поразка у цій війні змусили Москву на деякий час відсунути питання встановлення безпосереднього контролю над територією України на другий план.
Накази князеві Трубецькому відправити частину полків до Білгорода, а самому з основними силами відступити від кордону на тлі розпочатих у другій половині липня консультацій про місце з'їзду представників сторін для «приборкання кровопролиття» та «згоди» свідчили, що Москва під тиском воєнних поразок готова до переговорів з урядом гетьмана І. Виговського та згодна визнати факт існування козацької держави.
Проте українці не змогли скористатися цією перемогою для зміцнення власної держави. Незабаром, через внутрішні міжусобиці та активну роботу московських послів та воєвод, Іван Виговський був змушений зректися гетьманської булави, а створення Великого князівства Руського залишилось лише на папері.
Події наступних двох місяців (середина серпня — жовтень 1659 р.) після фактичного закінчення війни були несприятливі для України. Політична переорієнтація великої частини старшини на Москву (присяга царю й закликання московського війська), що обумовлювалась її невдоволенням тим варіантом Гадяцької угоди, яку ратифікував сейм Речі Посполитої, перекреслила військові здобутки українського війська.
У вересні 1659 р. проти І. Виговського виступили полковники Золотаренко, Сомко та Цицюра. Це змусило І. Виговського зректися гетьманської булави на користь Юрія Хмельницького. Розпочалась українська Руїна.
Таким чином: збройна перемога у війні закінчилась політичною капітуляцією після неї. Остаточні політичні підсумки війни, які суперечили воєнними результатами, були закріплені у нових «Переяславських статтях» 17 жовтня 1659 р. Московське царство добилось більшості із поставлених нею на початку війни цілей: увівши війська в головні міста України, вона встановила реальний військово-політичний контроль над Лівобережжям, отримавши прямий доступ до його матеріальних, фінансових та людських ресурсів; дістала можливість безпосередньо впливати на призначення гетьмана та іншої старшини, суттєво урізавши владні повноваження гетьмана і козацької ради у кадрових та інших питаннях; домоглась формальної згоди козацької старшини не проводити самостійної, а тим більше відмінної від московської зовнішньої та внутрішньої політики; витіснила козацьку адміністрацію з Білорусі.